# Europarlamentari della Spagna della IX legislatura
Gli europarlamentari della Spagna della IX legislatura, eletti in occasione delle elezioni europee del 2019, sono i seguenti.

## Composizione storica
| Europarlamentare                     | Lista                                                                     | Gruppo    |
| ------------------------------------ | ------------------------------------------------------------------------- | --------- |
| Mazaly Aguilar                       | Vox                                                                       | ECR       |
| Clara Aguilera                       | Partito Socialista Operaio Spagnolo                                       | S&D       |
| Pablo Arias Echeverría               | Partito Popolare                                                          | PPE       |
| Pernando Barrena Arza                | Euskal Herria Bildu                                                       | GUE/NGL   |
| José Ramón Bauzá Díaz                | Ciudadanos                                                                | RE        |
| Isabel Benjumea Benjumea             | Partito Popolare                                                          | PPE       |
| Izaskun Bilbao Barandica             | Partito Nazionalista Basco                                                | RE        |
| Jorge Buxadé Villalba                | Vox                                                                       | ECR       |
| Jordi Cañas                          | Ciudadanos                                                                | RE        |
| Pilar del Castillo Vera              | Partito Popolare                                                          | PPE       |
| Antoni Comín                         | Junts per Catalunya                                                       | NI        |
| Estrella Dura Ferrandis              | Partito Socialista Operaio Spagnolo                                       | S&D       |
| Rosa Estaràs Ferragut                | Partito Popolare                                                          | PPE       |
| Jonás Fernández                      | Partito Socialista Operaio Spagnolo                                       | S&D       |
| Lina Galvez Muñoz                    | Partito Socialista Operaio Spagnolo                                       | S&D       |
| Ibán Garcia Del Blanco               | Partito Socialista Operaio Spagnolo                                       | S&D       |
| José Manuel García-Margallo Y Marfil | Partito Popolare                                                          | PPE       |
| Isabel García Muñoz                  | Partito Socialista Operaio Spagnolo                                       | S&D       |
| Iratxe García Pérez                  | Partito Socialista Operaio Spagnolo                                       | S&D       |
| Eider Gardiazabal Rubial             | Partito Socialista Operaio Spagnolo                                       | S&D       |
| Luis Garicano                        | Ciudadanos                                                                | RE        |
| Mónica Silvana González              | Partito Socialista Operaio Spagnolo                                       | S&D       |
| Nicolás Gonzalez Casares             | Partito Socialista Operaio Spagnolo                                       | S&D       |
| Esteban González Pons                | Partito Popolare                                                          | PPE       |
| Alicia Homs Ginel                    | Partito Socialista Operaio Spagnolo                                       | S&D       |
| Oriol Junqueras                      | Sinistra Repubblicana di Catalogna                                        | NI        |
| Javi López                           | Partito Socialista Operaio Spagnolo (Partito dei Socialisti di Catalogna) | S&D       |
| Juan Fernando López Aguilar          | Partito Socialista Operaio Spagnolo                                       | S&D       |
| Leopoldo López Gil                   | Partito Popolare                                                          | PPE       |
| Antonio López-Istúriz White          | Partito Popolare                                                          | PPE       |
| César Luena                          | Partito Socialista Operaio Spagnolo                                       | S&D       |
| Cristina Maestre Martín De Almagro   | Partito Socialista Operaio Spagnolo                                       | S&D       |
| Adriana Maldonado López              | Partito Socialista Operaio Spagnolo                                       | S&D       |
| Francisco José Millán Mon            | Partito Popolare                                                          | PPE       |
| Dolors Montserrat                    | Partito Popolare                                                          | PPE       |
| Javier Moreno Sánchez                | Partito Socialista Operaio Spagnolo                                       | S&D       |
| Javier Nart                          | Ciudadanos                                                                | RE        |
| Maite Pagazaurtundúa                 | Ciudadanos/Delegación Ciudadanos Europeos                                 | RE        |
| Manu Pineda                          | Sinistra Unita                                                            | GUE/NGL   |
| Carles Puigdemont                    | Junts per Catalunya                                                       | NI        |
| Sira Rego                            | Sinistra Unita                                                            | GUE/NGL   |
| Diana Riba i Giner                   | Sinistra Repubblicana di Catalogna                                        | Verdi/ALE |
| Inma Rodríguez-Piñero                | Partito Socialista Operaio Spagnolo                                       | S&D       |
| Eugenia Rodríguez Palop              | Podemos                                                                   | GUE/NGL   |
| María Soraya Rodríguez Ramos         | Ciudadanos                                                                | RE        |
| Domènec Ruiz Devesa                  | Partito Socialista Operaio Spagnolo                                       | S&D       |
| Nacho Sánchez Amor                   | Partito Socialista Operaio Spagnolo                                       | S&D       |
| Susana Solís Pérez                   | Ciudadanos                                                                | RE        |
| Hermann Tertsch                      | Vox                                                                       | ECR       |
| Miguel Urbán Crespo                  | Podemos                                                                   | GUE/NGL   |
| Ernest Urtasun                       | Catalunya en Comú                                                         | Verdi/ALE |
| Idoia Villanueva Ruiz                | Podemos                                                                   | GUE/NGL   |
| Javier Zarzalejos                    | Partito Popolare                                                          | PPE       |
| Juan Ignacio Zoido Álvarez           | Partito Popolare                                                          | PPE       |

## Modifiche intervenute

### Europarlamentari proclamati eletti
- Gli europarlamentari Antoni Comín e Carles Puigdemont (Junts per Catalunya), nonché Oriol Junqueras (Sinistra Repubblicana di Catalogna) sono proclamati eletti in data 23.01.2020, con decorrenza dallo 02.07.2019.
- In data 23.07.2020 a Oriol Junqueras, cessato dal mandato parlamentare in data 02.01.2020, subentra Jordi Solé (proclamato eletto con decorrenza dallo 03.02.2020), che aderisce al gruppo Verdi/ALE.

### Europarlamentari eletti per effetto dell'attribuzione di seggi ulteriori
- In data 01.02.2020 sono proclamati eletti Adrián Vázquez Lázara (Ciudadanos, gruppo RE), Clara Ponsatí Obiols (Junts per Catalunya, gruppo NI), Gabriel Mato (Partito Popolare, gruppo PPE), Marcos Ros Sempere (Partito Socialista Operaio Spagnolo, gruppo S&D), Margarita De La Pisa Carrión (Vox, gruppo ECR).